# Kupres (Republika srbská)
Kupres (v srbské cyrilici Купрес) je název pro opštinu v Bosně a Hercegovině, která je administrativně součástí Republiky srbské. Historicky vznikla po podepsání daytonské dohody v roce 1995 vyčleněním území, které získala Republika srbská z původní obce/općiny Kupres. Ta připadla Federaci Bosny a Hercegoviny.
V současné době patří k nejmenším opštinám (obcím) na území Republiky srbské. Tvoří ji pouze čtyři vesnice: Mrđanovci, Novo Selo, Šemenovci a Rastičevo. V roce 2013 zde žilo 300 obyvatel.